# Marquesado de Añavete
El Marquesado de Añavete es un título nobiliario español creado por el rey Carlos II, el 23 de marzo de 1696, a favor de Ana-María Arias, en reconocimiento a los méritos de su tío, don Manuel Arias, Gobernador del Supremo Consejo de Castilla.
El actual titular, desde 2011, es Alfredo de Ciria y Romero-Girón, XI marqués de Añavete y X conde de Valdeparaíso.

## Marqueses de Añavete
|                                     | Titular                                      | Periodo                             |
| Creado en 1696 por el rey Carlos II | Creado en 1696 por el rey Carlos II          | Creado en 1696 por el rey Carlos II |
| ----------------------------------- | -------------------------------------------- | ----------------------------------- |
| I                                   | Ana-María Arias                              | 1696-?                              |
| II                                  | María de Rozas y Arias                       |                                     |
| III                                 | María del Padre Eterno Varona y Rozas        | 1716-1755                           |
| IV                                  | José Elías (Joaquín) de Gaona y Barona       | 1755-1800                           |
| V                                   | Benito María de Ciria y Gauna y Portocarrero | 1800-?                              |
| VI                                  | José de Calasanz de Ciria y Sánchez de Gauna |                                     |
| VII                                 | José Ciria Guerrero Gaona y Palafox          | 1857-?                              |
| VIII                                | Alfredo de Ciria y Arbeleche                 |                                     |
| IX                                  | Pedro de Ciria y del Castillo-Olivares       | 1930-1969                           |
| X                                   | Antonio de Ciria y González-Ochoa            | 1971-2010                           |
| XI                                  | Alfredo de Ciria y Romero-Girón              | 2011-Actual titular                 |

## Historia de los marqueses de Añavete
- Ana-María Arias, I marquesa de Añavete.

1. Casó con Andrés de Rozas Treviño de Loaysa, Caballero de la Orden de Calatrava.

Le sucedió su hija:
- María de Rozas y Arias, II marquesa de Añavete.

Le sucedió:
- María del Padre Eterno Varona y Rozas, III marquesa de Añavete y III marquesa de Villaytre.

Bautizada en Almagro el 27 de febrero de 1716 y fallecida en Madrid el 26 de septiembre de 1755.
1. Casó, en 1734, con Juan Francisco de Gaona y Portocarrero, II conde de Valdeparaíso, Ministro de Hacienda y Estado del rey Fernando VI, Caballero de la Orden de Calatrava, Mayordomo del Rey y escudero de Isabel de Farnesio. Nacido en Almagro el 13 de febrero de 1696, fallecido en Madrid el 4 de febrero de 1760.

Le sucedió su hijo:
- José Elías (Joaquín) de Gaona y Barona, IV marqués de Añavete, IV marquesa de Villaytre, III conde de Valdeparaíso. Mayordomo de Fernando VI, Tesorero de la Real Orden de Carlos III (1757), Ministro en la corte de Parma (1790).

Nació en Almagro en 1736, falleció en Barcelona el 7 de enero de 1800.
1. Casó con Margarita Palafox.

En el Marquesado de Villaytre le sucedió su nieto Alfonso de Ciria y Gaona, hijo de su hija María Micaela Gaona y Palafox, que falleció en La Habana el 2 de octubre de 1883. Con sucesión.
En el Condado de Valdeparaíso y en el Marquesado de Añavete le sucedió su sobrino, el primogénito de su hermana Micaela:
- Benito María de Ciria y Gaona y Portocarrero, V marqués de Añavete, IV conde de Valdeparaíso.

Sin descendencia.
Le sucedió, posiblemente su medio hermano:
- José de Calasanz de Ciria y Sánchez de Gaona, VI marqués de Añavete, V conde de Valdeparaíso.

Nacido en 1827.
1. Casó con  Ángela Mª del Carmen Guerrero Recacha, en Villatobas (Toledo) el 24 de marzo de 1827.

Le sucedió, en 1857:
- José Ciria Guerrero Gaona y Palafox, VII Marqués de Añavete, VI conde de Valdeparaíso, Mariscal de Campo de los Reales Ejércitos, señor de la Casa aragonesa de su apellido, Regidor Perpetuo por juro de heredad de la ciudad de Calatayud.

1. Casó en 1865 con María del Pilar Arbeleche y Ramírez.

Le sucedió su hijo:
- Alfredo de Ciria y Arbeleche, VIII Marqués de Añavete, VII conde de Valdeparaíso, Coronel de Infantería, señor de la Casa aragonesa de su apellido, Regidor Perpetuo por juro de heredad en Catalayud.

Nació el 5 de julio de 1858 en Villatobas, Toledo.
1. Casó en 1884 con  María del Pino del Castillo-Olivares y Fierro, bautizada el 23 de enero de 1864 en Santa Cruz de La Palma.

Le sucedió en 1930 su hijo:
- Pedro de Ciria y del Castillo-Olivares, IX Marqués de Añavete, VIII conde de Valdeparaíso, Coronel del Ejército del Aire, Caballero condecorado con placa de la Orden de San Hermenegildo

Nació el 29 de junio de 1901 en Almagro y bautizado en San Bartolomé; falleció en Madrid el 31 de julio de 1969.
1. Casó en Madrid en la iglesia de la Concepción con Antonia González-Ochoa y Enríquez de Salamanca. ￼

Le sucedió en 1976 su hijo:
- Antonio de Ciria y González-Ochoa, X Marqués de Añavete, IX conde de Valdeparaíso.

Nació en Madrid el 17 de mayo de 1931. Falleció en 2010.
1. Casó en Madrid el 1 de julio de 1966 con María Luisa Romero-Girón y González, nacida en Sevilla el 15 de agosto de 1938.

Le sucedió en 2011 su hijo:
- Alfredo de Ciria y Romero-Girón, XI Marqués de Añavete, X conde de Valdeparaíso.

Actual titular.